# Johannes Vietor
Johannes Vietor (auch Vietore; * 1. August 1574 in Alsfeld; † 25. Januar 1628 in Darmstadt) war ein deutscher lutherischer Theologe und Geistlicher.

## Leben
Vietor war das jüngste Kind des Superintendenten Justus Vietor. Er besuchte die Lateinschule von Alsfeld und kam 1586 an das Pädagogium Marburg, bevor er 1589 an der Universität Marburg immatrikuliert wurde. Den Grad eines Bakkalaureus erhielt er am 18. Juni 1590, die Graduierung zum Magister erfolgte am 22. Dezember 1591. Anschließend widmete er sich dem Studium der Theologie. 1594 erhielt er das Amt des Stipendiatenmajors der Hessischen Stipendiatenanstalt, bis er sich 1596 auf eine Studienreise begab und zunächst die Universitäten von Jena, Leipzig und Wittenberg besuchte. 1597 erreichte er dann die Universität Straßburg, ging von dort an die Universität Basel, bevor er noch die Universitäten von Tübingen und Heidelberg besuchen konnte. 1598 erreichte er schließlich Gießen. Dort kam er bei seinem Bruder, dem späteren Superintendenten Jeremias Vietor, unter. Von ihm wurde er weiter auf das Amt des Predigers vorbereitet.
Vietor sollte eigentlich Professor der Theologie an der Marburger Universität werden. Er zog allerdings, mit Zustimmung seines Landesherren Landgraf Ludwig IV. von Hessen-Marburg, dem er durch ein Stipendium verpflichtet war, die Predigerstelle von Goddelau vor. Auf diese wurde er 1598 berufen. Er erhielt sie um 1600 definitiv. 1608 wurde er durch Landgraf Ludwig V. von Hessen-Darmstadt zum Hofprediger ernannt. Er drängte ihn auch, sich 1609 an der Tübinger Universität zum Doktor der Theologie promovieren zu lassen. Bereits 1607 hatte er einen Ruf als Professor der Theologie an die Universität Gießen abgelehnt.
Vietor wurde nach dem Tod des Superintendenten Heinrich Leuchter, dem er schon als Hofprediger nachgefolgt war, 1623 Superintendent der Landgrafschaft Hessen-Darmstadt. In dieser Stellung wirkte er bis zu seinem Tod.

## Werke (Auswahl)
- Disp. de λόγῳ s. filio Dei ex Joh. I. desumpta etc. Tübingen 1598.
- Querela Zionis Hassiaca, Hofmann, Darmstadt 1616.
- Panacea Biblica: Das ist/ Ein Christlicher Sermon/ von der alleredelsten und gewissesten Artzney/ mit welcher der beste Leibs und Seelen Medicus, Christus Jesus, allen glaubigen Patienten am sichersten zuhelffen pfleget, Hofmann, Darmstadt 1616.
- Betrachtung des 13. Psalm, Darmstadt 1617.
- Baculus Senectutis, Das ist: Geistlicher Trost-Stab, Hofmann, Darmstadt 1620.
- Vom Ruhm deß Creutzes Christi/ auß der Epistel an die Galater am sechsten Capittel, Leinhose, Darmstadt 1624.